# Лідія Шимон
Лі́дія Еле́на Слевуця́ну-Ши́мон (рум. Lidia Elena Slăvuțeanu-Șimon; нар. 4 вересня 1973) — румунська легкоатлетка, яка спеціалізувалася на бігу на довгі дистанції та марафонському бігу.

## Спортивні досягнення
Учасниця п'яти олімпійських марафонських забігів: срібна призерка (2000), 6-е місце (1996), 8-е місце (2008), 44-е місце (2012) та не змогла фінішувати у 2004.
Чемпіонка світу з марафонського бігу (2001). Дворазова бронзова призерка чемпіонатів світу з марафонського бігу (1997, 1999). Фінішувала 10-ю у цій дисципліні на чемпіонаті світу в 1995.
Срібна (1996) та триразова бронзова (1997, 1998, 2000) призерка чемпіонатів світу з напівмарафону в особистому заліку. Триразова чемпіонка світу з напівмарафону (1996, 1997, 2000) та срібна призерка чемпіонату світу з напівмарафону (1998) в командному заліку.
Володарка Кубку світу з марафонського бігу в командному заліку (1995) — в особистому заліку була на фініші 2-ю.
Бронзова призерка чемпіонату Європи з бігу на 10 000 метрів (1998). Фінішувала 9-ю (2010) та 10-ю (1994) у марафонських забігах на чемпіонатах Європи.
Фінішувала 4-ю в бігу на 10 000 метрів на чемпіонаті Європи серед юніорів (1991).
Фінішувала 2-ю (2000) та 3-ю (1997) на Лондонському марафоні.
Перемагала також на марафонах у Ліоні (1994), Касторії (1994), Шанхаї (2007), Осаці (2011, 2012) та у жіночому марафоні в Осаці (1998, 1999, 2000).

## Визнання
- Орден «За вірну службу»[ro] (2000)
- Орден «За спортивні заслуги» 2-го ступеня (2004)